# Zygaenosia rubiana
Zygaenosia rubiana là một loài bướm đêm thuộc phân họ Arctiinae, họ Erebidae.